# لين إند (باكينجهامشير)
لين إند (بالإنجليزية: Lane End, Buckinghamshire)‏ هي قرية وأبرشية مدنية تقع في المملكة المتحدة في إنجلترا. يقدر عدد سكانها بـ 3,563 نسمة .